# La Joconde (copie du musée du Prado)

La Joconde originale de Léonard de Vinci

La Joconde est une copie du célèbre tableau de Leonard de Vinci, peinte à l'huile sur panneau de noyer. La qualité de cette version a été révélée après sa restauration, qui a consisté notamment à retirer une couche de peinture noire qui recouvrait le paysage. Des examens ont montré que les repentirs et des éléments semblables de la Joconde du Louvre étaient présents sur cette réplique, notamment sur l'épaule gauche, la manche du bras droit etc. modifiés de façon identique sur l'original du Louvre et la version du Prado. Ceci a amené les experts à y voir une réalisation contemporaine de l'original, dans l'atelier de Léonard de Vinci, par un de ses disciples, et  sous la supervision du maître. Certains experts ont cependant rejeté toute participation directe du maître à la réalisation de la copie. Elle fait partie des collections du musée du Prado de Madrid depuis le XVIIIe siècle et était enregistrée dans les collections royales dès 1666 comme "Mujer de la mano de Dabinci".

## Caractéristiques de la copie

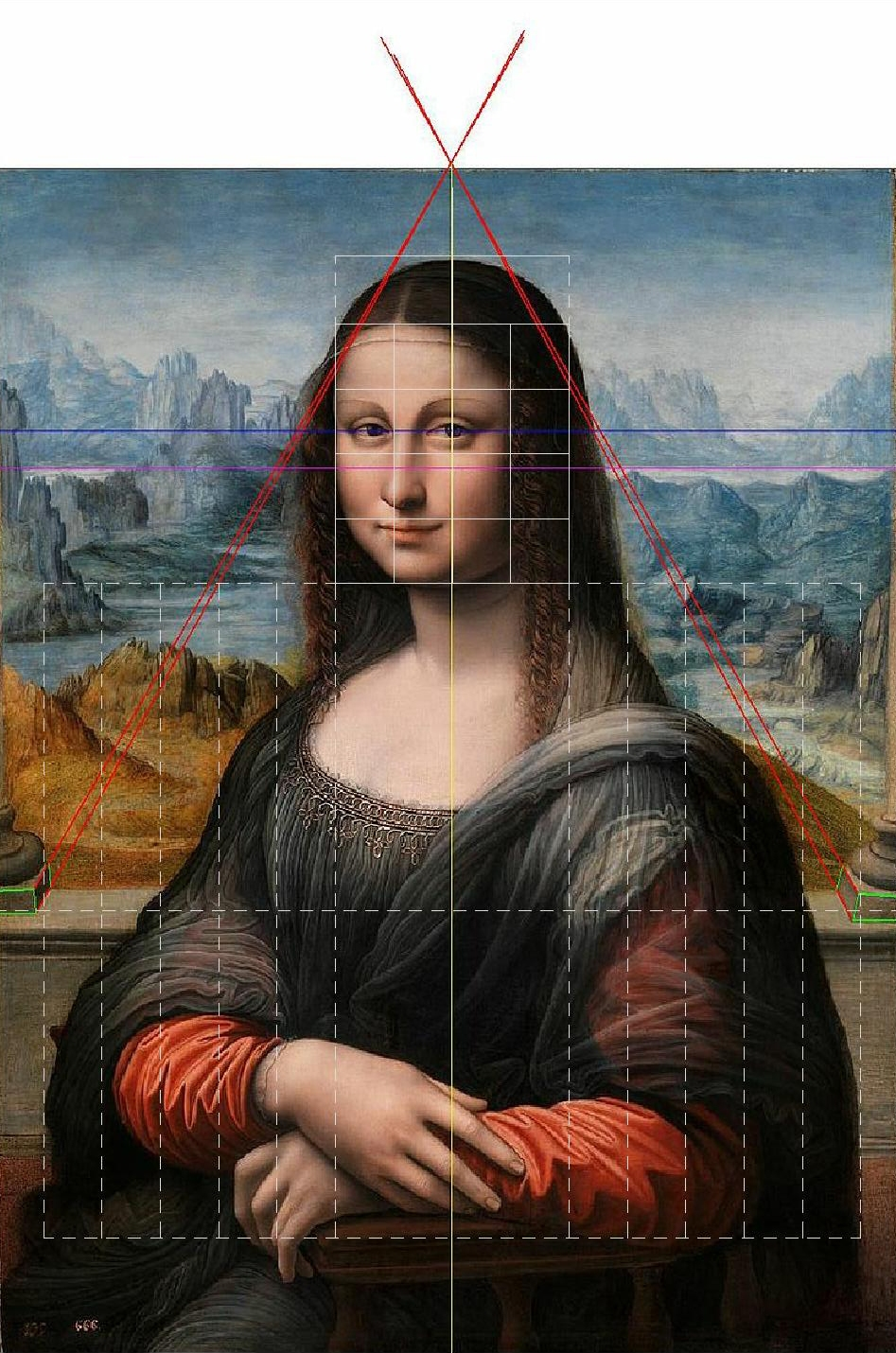
Perspectives et proportion de l'œuvre du Prado.

Il existe de nombreuses copies de Mona Lisa, mais aux dires de Miguel Falomir, celle du Prado, qui s'y trouve depuis l'inauguration du musée et qui provenait des collections royales, est « probablement la première copie connue de la Joconde », présentant la particularité d'avoir été peinte à la même période et dans le même atelier que l'original par l'un des élèves de Léonard. Le musée a découvert cette singularité lors des travaux d'analyse et de restauration auxquels il a soumis la peinture à partir de 2010 après que le musée du Louvre (propriétaire de l'original) eut demandé à l'emprunter pour une exposition temporaire intitulée La Sainte Anne, l'ultime chef-d'œuvre de Léonard de Vinci. L'œuvre a été soumise à un examen technique standard (réflectographie infrarouge, radiographie, photographie par fluorescence d'ultraviolet et inspection au stéréomicroscope). La réflectographie et l'examen de la surface du panneau à la lumière rasante ont révélé la présence d'un paysage sous le fond obscur. Le musée du Prado a comparé le réflectogramme à celui qui avait été tiré en 2004 du tableau du maître et a constaté que les dessins sous-jacents à la couche picturale des deux œuvres étaient identiques : les corrections apportées à l'original furent reproduites une à une sur cette réplique. Malgré cela, Miguel Falomir Faus, conservateur en chef de la peinture italienne de la Renaissance au musée du Prado, écarte complètement la possibilité d'une participation du maître florentin à la copie. Par ailleurs, le motif de la réalisation d'une copie au même moment que celle de l'original demeure un mystère.
Le portrait de l'œuvre madrilène a des sourcils, bien que très fins, alors que celui du Louvre semble en être dépourvu, sauf à ce qu'ils aient été masqué dans une période postérieure à sa réalisation.
Deux chercheurs, Claus-Christian Carbon et Vera M Hesslinger ont constaté que, mises côte à côte, les versions du Louvre et du Prado, présentent des perspectives légèrement différentes, formant un décalage de cinq centimètres entre les deux tableaux. Le résultat de la confrontation forme en quelque sorte un des premiers essais d'image stéréoscopique, sans que l'on puisse en déduire que ce fut intentionnel de la part de Léonard de Vinci.

## Histoire de la copie
Les origines de la copie du musée du Prado se rattachent directement à celles de l'original du musée du Louvre, car les experts ont prouvé que ces tableaux avaient été peints en même temps. Un examen aux rayons X a permis d'établir que les couches de peinture initiales et la composition de l'œuvre madrilène étaient similaires à celles du portrait de Paris et que les changements apportés à celle-là étaient quasi identiques à ceux que Léonard apporta au tableau de Paris au cours de la création. Ces éléments accréditent l'hypothèse d'une réalisation dans l'atelier de Léonard de Vinci, par un élève sous la supervision du maître, en même temps que celui-ci réalisait l'original du Louvre. La copie est dans un bien meilleur état de conservation que l'original du Louvre, grâce à la meilleure qualité du panneau, qui est du noyer d'une épaisseur de 18 mm, alors qu'au Louvre, il s'agit d'un panneau de peuplier de 13 mm d'épaisseur. Cela permet d'obtenir des renseignements sur le paysage du fond et des éléments comme la couleur rousse des cheveux, le vêtement, le voile et le fauteuil. Le peintre employa du matériel de très bonne qualité, et l'exécution est très minutieuse, mais, selon Miguel Falomir Faus, la technique est très différente, propre à un artiste beaucoup plus limité, dont le dessin est de moindre qualité et dont le coup de pinceau est bien plus simple, continu, plus linéaire et plus compact, sans le sfumato caractéristique du Léonard mûr.
La première mention de La Joconde espagnole passe pour se trouver dans l'inventaire de l'Alcázar royal de Madrid dressé en 1666 après la mort du roi Philippe IV d'Espagne ; il est fort probable que ce tableau corresponde à la peinture qui portait le numéro 588 dans la galerie du Midi de l'Alcázar et était décrite en ces termes : vara de alto y 3 quartas de ancho (83,5 sur 63 centimètres) vna mujer de mano de Leonardo Abince 100 ds.
On ignore toutefois quand l'œuvre s'ajouta à la collection royale espagnole. On a conjecturé qu'elle avait été apportée au pays par le sculpteur Pompeo Leoni, qui possédait des œuvres précieuses sur papier de Léonard, dont le manuscrit double dit Codex Madrid, qui provient d'Italie et se trouve à la Bibliothèque nationale d'Espagne ; mais cette hypothèse ne s'appuie sur aucune preuve documentaire. Avec des centaines d'œuvres appartenant à la Couronne, le tableau passa aux mains du Prado à l'étape de la fondation du musée et il s'y trouve depuis l'ouverture de ce dernier en 1819.

### Redécouverte de son aspect primitif

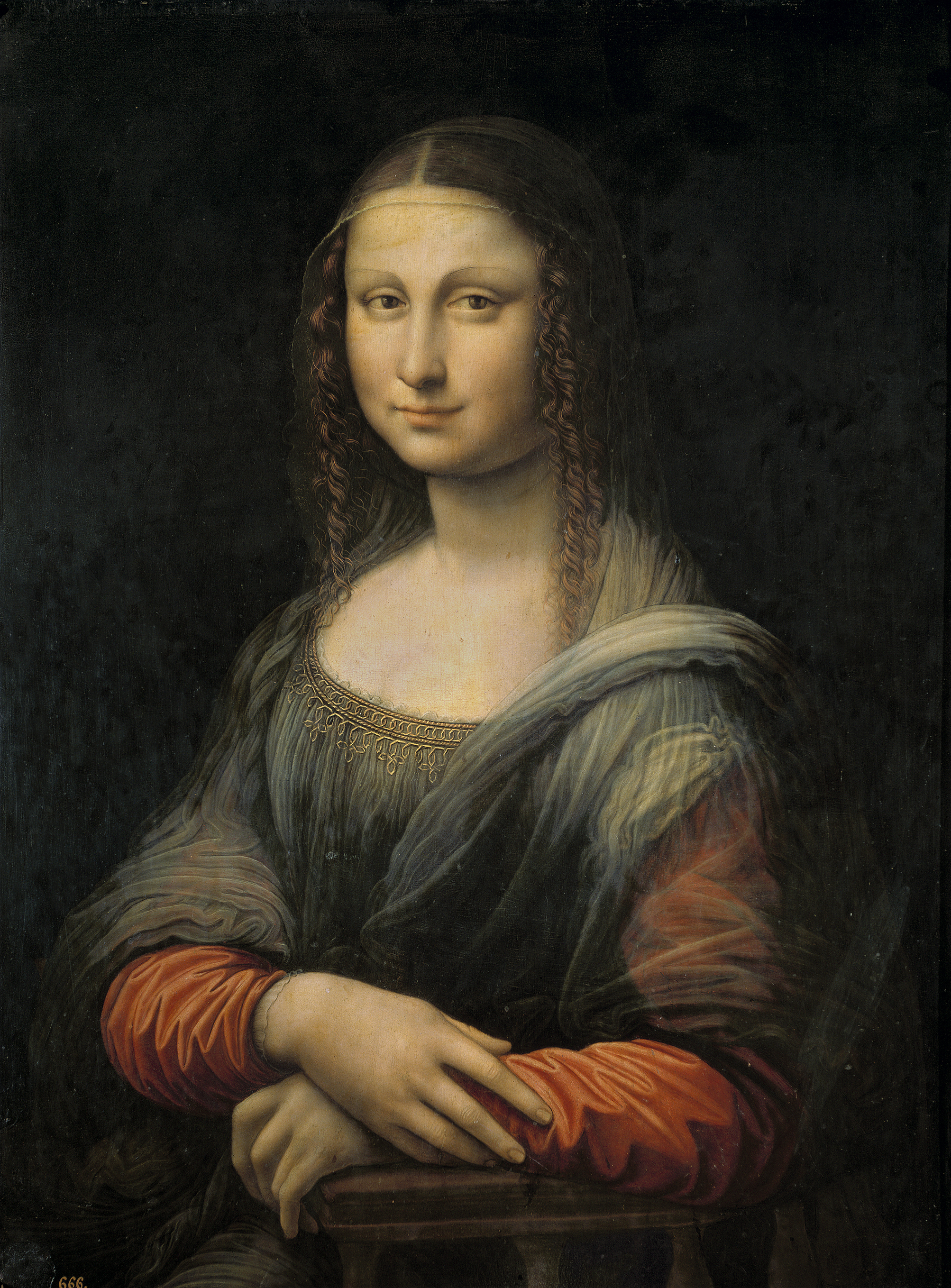
Aspect de la copie avant la restauration, l'arrière-plan repeint en sombre

À la demande du musée du Louvre, qui voulait inclure le tableau dans une exposition, le Prado a décidé en 2010 de décrocher l'œuvre pour la restaurer et éliminer les vernis noircis. La restauration a permis de découvrir qu'il s'agissait d'une œuvre de l'école de Léonard, ce qu'on a annoncé à une conférence d'experts tenue à la National Gallery de Londres en janvier 2012.
Les travaux d'analyse et de restauration de la copie madrilène ont permis de supprimer le repeint noir qui servait de fond et de mettre au jour une représentation de la région de la Toscane semblable à celle qui figure sur la Mona Lisa parisienne. Le repeint sombre, ajouté en 1750, attire l'attention, car l'œuvre de Léonard jouissait déjà d'un grand prestige. Peut-être ce repeint fut fait pour des raisons décoratives, pour l'apparier à d'autres portraits au fond obscur, ou parce que certaines zones du paysage, celui de la rivière Adda, étaient inachevées (le paysage de la copie correspond à des états intermédiaires du paysage de l'original).
La Mona Lisa espagnole s'est révélée bien mieux conservée que l'original. De fait, la dame de la version parisienne paraît plus âgée qu'elle ne l'était en réalité (sur le tableau espagnol, elle semble être dans la vingtaine), ce qui s'explique par les pigments obscurcis, les vernis jaunis et les craquelures (es) de la peinture, mais on écarte un nettoyage du tableau parisien dans un proche avenir en raison des risques qu'il ferait courir, vu la fragilité de l'œuvre. Selon les experts, cette copie révèle certains des mystères qui entourent l'original.
|  |  |

## Attribution

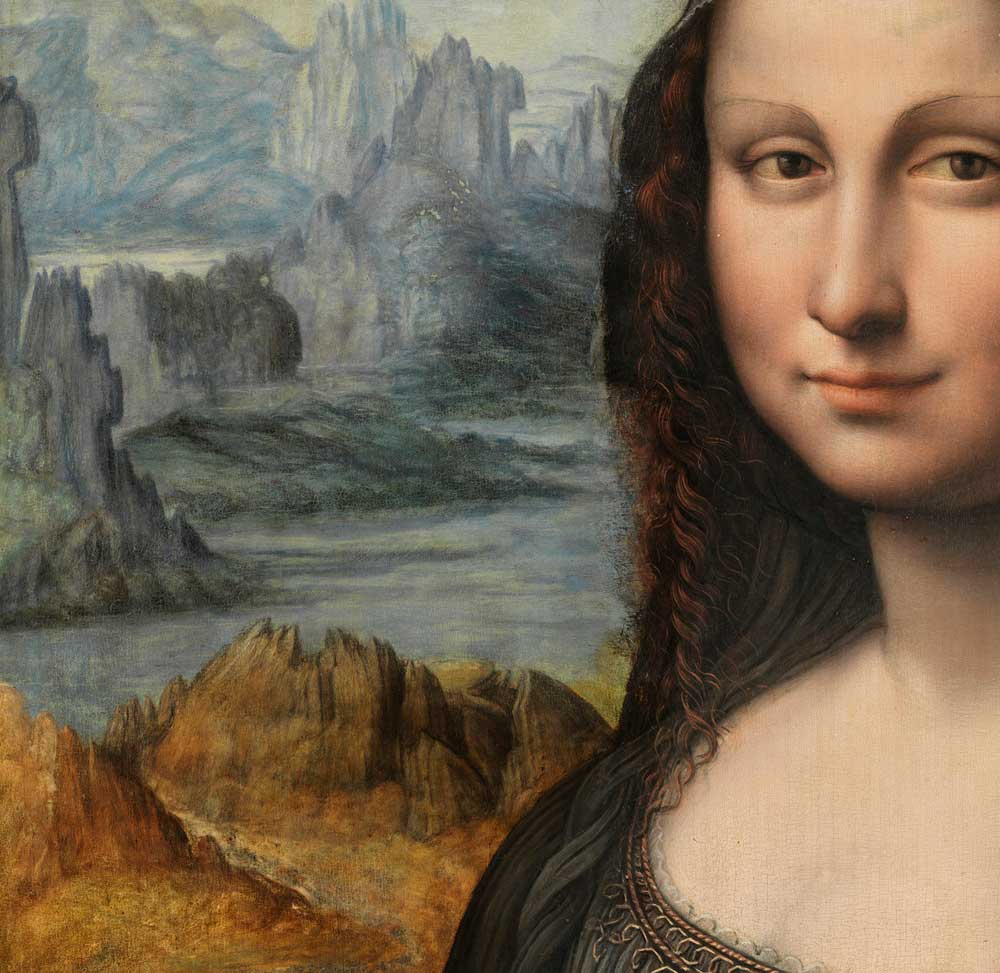
Détail de la copie restaurée

À cause de la peinture noire qui cachait le paysage, on croyait que c'était une copie étrangère au milieu de Léonard réalisée dans le premier quart du XVIe siècle. Jusqu'en 2011, on croyait qu'elle avait été réalisée sur un panneau de chêne, support lié à la peinture de l'Europe du Nord (flamande, hollandaise, allemande), mais non à l'école italienne. L'examen réalisé a toutefois permis de déterminer qu'il s'agissait en réalité de bois de noyer, qui était utilisé en Italie et qui fut employé par Léonard pour diverses peintures, dont La Dame à l'hermine, La Belle Ferronnière et Saint Jean-Baptiste, ainsi que par son cercle milanais. Cette confusion porta même l'historien José María Ruiz Manero à croire, dans l'article « Pintura italiana del siglo XVI en España » publié en 1992 dans la revue Cuadernos de arte e iconografía de la Fundación Universitaria Española, qu'il était fort probable que la copie avait été exécutée en France au XVIe siècle par un peintre flamand. Juan J. Luna avait jugé possible l'attribution de la copie à Hans Holbein le Jeune.

### École lombarde
L'étude réalisée au Prado a abouti à la conclusion que la version de Madrid fut réalisée en même temps que le maître italien peignait son chef-d'œuvre. La copie devait être une œuvre réalisée en parallèle qui refléta les progrès et les corrections de l'original. C'est pourquoi les hypothèses concernant l'identité de l'auteur se limitent au cercle des disciples qui travaillèrent avec Léonard. Quelques historiens attribuèrent la copie au maître lui-même, mais la participation de ce dernier a été rejetée catégoriquement. Ana Gonzales Mozo écarte l'attribution de la copie aux collaborateurs de Léonard de Vinci et représentants de l'école lombarde Giovanni Antonio Boltraffio, Marco d'Oggiono ou Giovanni Ambrogio de Predis, dont les manières de peindre diffèrent du style de la copie de Madrid. On ne connait par ailleurs aucune copie d'après Léonard par Oggiono ni Ambrogio de Predis.

### Melzi et Salai

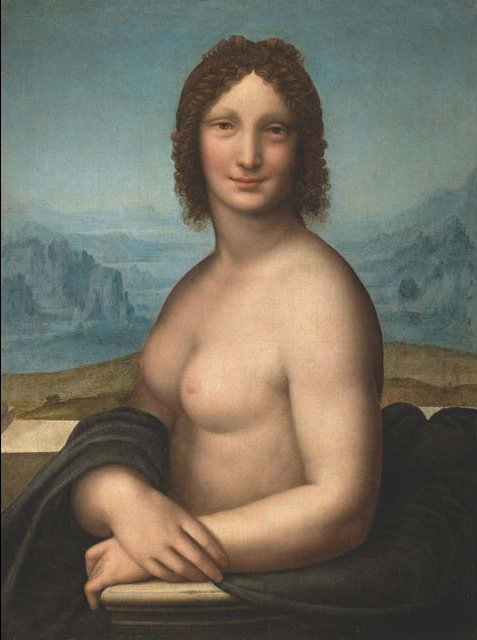
La Monna Vanna (collection privée suisse), peinture attribuée à Giovanni Giacomo Caprotti da Oreno, connu sous le nom de Salai.

Bruno Mottin, conservateur en chef du Centre de recherche et de restauration des musées de France, suppose que la copie de Madrid a été réalisée par l'un des deux élèves favoris de Léonard : Francesco Melzi ou Andrea Salai,,. Salai est plus connu comme modèle de Léonard et de son atelier que comme peintre. Il n'a signé aucune peinture, ce qui complique la comparaison d'œuvres avec celle du Prado, bien qu'il y en ait quelques-unes qu'on a coutume de lui attribuer. L'une d'elles est la Monna Vanna (les plus remarquables des diverses copies de ce tableau sont celles d'une collection privée de Suisse et du musée de l'Ermitage), portrait d'une femme semi-nue d'aspect androgyne. Pour Dolores García, chercheuse et écrivaine spécialiste de l'œuvre de Léonard de Vinci, une ressemblance entre les traits physiques et la technique de cette Monna et ceux de La Joconde du Prado, et d'autres facteurs la portent à considérer Salai comme l'auteur probable de la copie, bien que quelques critiques jugent que cette dernière est d'une trop grande qualité pour être de lui. Selon García, Melzi a pu difficilement participer à la création de cette copie, s'étant joint à l'atelier de Léonard en 1506-1507. Pietro Marani, considéré comme le principal spécialiste du peintre florentin, rejette aussi l'attribution de la copie à Salai ou à Melzi, qui n'était pas encore apprenti chez Léonard.

### Disciples espagnols
Des experts italiens préfèrent évoquer un disciple espagnol comme Fernando Yáñez de la Almedina ou Hernando de los Llanos ; les deux peintres, actifs à Valence, faisaient partie des disciples du maître, et le premier eut à collaborer avec Léonard à la fresque La Bataille d'Anghiari. Alessandro Vezzosi rejette l'attribution de la copie à Melzi ou à Salai, signalant qu'un document de 1505 indique la présence d'assistants espagnols dans l'atelier de Léonard dont un certain « Ferrando Spagnolo, pittore » (Ferrando Spagnolo ou l'Espagnol, peintre), qui pourrait être Fernando (variante d'Hernando) Llanos ou Fernando Yáñez de la Almedina.